# Jan Peters (calciatore 1954)
Johannes Peters, detto Jan (Groesbeek, 18 agosto 1954), è un ex calciatore olandese, di ruolo centrocampista.

## Carriera

### Club

Peters al Genoa nel 1983

Debutta nella Eredivisie nella stagione 1971-1972 con la maglia del N.E.C., che indossa fino al 1977. Passa poi all'AZ Alkmaar, con cui vince subito una Coppa, ed è anche in campo nella vittoriosa stagione 1980-1981: la squadra domina infatti il campionato, vince la seconda Coppa e arriva inoltre a disputare la doppia finale di Coppa UEFA, nella quale è tuttavia sconfitta dall'Ipswich Town. Nell'annata successiva, l'ultima, conquista infine la terza KNVB beker, totalizzando 120 presenze e 32 gol in campionato nei 5 anni trascorsi ad Alkmaar.
Nell'estate del 1982 si trasferisce poi in Italia, venendo tesserato nel Genoa; qui non riesce tuttavia a esprimersi come nel recente passato a causa di numerosi infortuni. Rimane coi grifoni per 3 anni, ottenendo una salvezza nel primo anno (con 19 presenze e 0 gol) e la retrocessione nel secondo (16 presenze e 1 gol). La squadra si classifica sesta in Serie B nell'ultimo anno in rossoblu, nel quale totalizza 18 presenze e 4 gol. Nel 1985 si trasferisce poi all'Atalanta, che milita in Serie A: qui rimane una sola stagione, nella quale scende in campo 8 volte segnando un gol, quello del definitivo 2-1 sull'Inter alla seconda giornata.
Peters torna poi in patria nel 1986, militando nuovamente nel N.E.C., che nel frattempo è sceso al secondo livello. Chiude infine la carriera nel 1991, dopo aver trascorso 3 anni in terza divisione tra le file del De Treffers.

### Nazionale
Disputa la prima gara con la maglia dei Paesi Bassi nel 1974, venendo poi convocato per il campionato d'Europa 1976; è in campo nella finale per il terzo posto vinta sui padroni di casa della Jugoslavia. Nel 1980 partecipa anche al Mundialito, ed è l'autore del gol nella gara contro l'Italia, terminata 1-1. Scende in campo per l'ultima volta negli Oranje nel 1982 dopo aver totalizzato 31 presenze e 4 gol.

## Statistiche

### Cronologia presenze e reti in nazionale
| Cronologia completa delle presenze e delle reti in nazionale ― Paesi Bassi | Cronologia completa delle presenze e delle reti in nazionale ― Paesi Bassi | Cronologia completa delle presenze e delle reti in nazionale ― Paesi Bassi | Cronologia completa delle presenze e delle reti in nazionale ― Paesi Bassi | Cronologia completa delle presenze e delle reti in nazionale ― Paesi Bassi | Cronologia completa delle presenze e delle reti in nazionale ― Paesi Bassi | Cronologia completa delle presenze e delle reti in nazionale ― Paesi Bassi | Cronologia completa delle presenze e delle reti in nazionale ― Paesi Bassi |
| Data                                                                       | Città                                                                      | In casa                                                                    | Risultato                                                                  | Ospiti                                                                     | Competizione                                                               | Reti                                                                       | Note                                                                       |
| -------------------------------------------------------------------------- | -------------------------------------------------------------------------- | -------------------------------------------------------------------------- | -------------------------------------------------------------------------- | -------------------------------------------------------------------------- | -------------------------------------------------------------------------- | -------------------------------------------------------------------------- | -------------------------------------------------------------------------- |
| 4-9-1974                                                                   | Solna                                                                      | Svezia                                                                     | 1 – 5                                                                      | Paesi Bassi                                                                | Amichevole                                                                 | -                                                                          | 78’                                                                        |
| 9-10-1974                                                                  | Rotterdam                                                                  | Paesi Bassi                                                                | 1 – 0                                                                      | Svizzera                                                                   | Amichevole                                                                 | -                                                                          | 74’                                                                        |
| 30-4-1975                                                                  | Anversa                                                                    | Belgio                                                                     | 1 – 0                                                                      | Paesi Bassi                                                                | Amichevole                                                                 | -                                                                          |                                                                            |
| 17-5-1975                                                                  | Francoforte sul Meno                                                       | Germania Ovest                                                             | 1 – 1                                                                      | Paesi Bassi                                                                | Amichevole                                                                 | -                                                                          |                                                                            |
| 31-5-1975                                                                  | Belgrado                                                                   | Jugoslavia                                                                 | 3 – 0                                                                      | Paesi Bassi                                                                | Amichevole                                                                 | -                                                                          |                                                                            |
| 3-9-1975                                                                   | Nimega                                                                     | Paesi Bassi                                                                | 4 – 1                                                                      | Finlandia                                                                  | Qual. Euro 1976                                                            | -                                                                          |                                                                            |
| 22-11-1975                                                                 | Roma                                                                       | Italia                                                                     | 1 – 0                                                                      | Paesi Bassi                                                                | Qual. Euro 1976                                                            | -                                                                          |                                                                            |
| 25-4-1976                                                                  | Rotterdam                                                                  | Paesi Bassi                                                                | 5 – 0                                                                      | Belgio                                                                     | Qual. Euro 1976                                                            | -                                                                          | 84’                                                                        |
| 22-5-1976                                                                  | Bruxelles                                                                  | Belgio                                                                     | 1 – 2                                                                      | Paesi Bassi                                                                | Qual. Euro 1976                                                            | -                                                                          | 82’                                                                        |
| 19-6-1976                                                                  | Zagabria                                                                   | Jugoslavia                                                                 | 2 – 3 dts                                                                  | Paesi Bassi                                                                | Euro 1976 - Finale 3º-4º posto                                             | -                                                                          |                                                                            |
| 9-2-1977                                                                   | Londra                                                                     | Inghilterra                                                                | 0 – 2                                                                      | Paesi Bassi                                                                | Amichevole                                                                 | 2                                                                          |                                                                            |
| 5-10-1977                                                                  | Rotterdam                                                                  | Paesi Bassi                                                                | 0 – 0                                                                      | Unione Sovietica                                                           | Amichevole                                                                 | -                                                                          |                                                                            |
| 22-2-1978                                                                  | Tel Aviv                                                                   | Israele                                                                    | 1 – 2                                                                      | Paesi Bassi                                                                | Amichevole                                                                 | -                                                                          | 46’                                                                        |
| 20-9-1978                                                                  | Nimega                                                                     | Paesi Bassi                                                                | 3 – 0                                                                      | Islanda                                                                    | Qual. Euro 1980                                                            | -                                                                          | 75’                                                                        |
| 11-10-1978                                                                 | Berna                                                                      | Svizzera                                                                   | 1 – 3                                                                      | Paesi Bassi                                                                | Qual. Euro 1980                                                            | -                                                                          | 33’                                                                        |
| 15-11-1978                                                                 | Rotterdam                                                                  | Paesi Bassi                                                                | 3 – 0                                                                      | Germania Est                                                               | Qual. Euro 1980                                                            | -                                                                          |                                                                            |
| 24-2-1979                                                                  | Milano                                                                     | Italia                                                                     | 3 – 0                                                                      | Paesi Bassi                                                                | Amichevole                                                                 | -                                                                          |                                                                            |
| 28-3-1979                                                                  | Eindhoven                                                                  | Paesi Bassi                                                                | 3 – 0                                                                      | Svizzera                                                                   | Qual. Euro 1980                                                            | 1                                                                          |                                                                            |
| 2-5-1979                                                                   | Chorzów                                                                    | Polonia                                                                    | 2 – 0                                                                      | Paesi Bassi                                                                | Qual. Euro 1980                                                            | -                                                                          |                                                                            |
| 22-5-1979                                                                  | Berna                                                                      | Paesi Bassi                                                                | 0 – 0 (7 – 8 dtr)                                                          | Argentina                                                                  | Amichevole                                                                 | -                                                                          | 57’                                                                        |
| 10-9-1980                                                                  | Dublino                                                                    | Irlanda                                                                    | 2 – 1                                                                      | Paesi Bassi                                                                | Qual. Mondiali 1982                                                        | -                                                                          |                                                                            |
| 11-10-1980                                                                 | Eindhoven                                                                  | Paesi Bassi                                                                | 1 – 1                                                                      | Germania Ovest                                                             | Amichevole                                                                 | -                                                                          |                                                                            |
| 19-11-1980                                                                 | Bruxelles                                                                  | Belgio                                                                     | 1 – 0                                                                      | Paesi Bassi                                                                | Qual. Mondiali 1982                                                        | -                                                                          | Ammonizione                                                                |
| 30-12-1980                                                                 | Montevideo                                                                 | Uruguay                                                                    | 2 – 0                                                                      | Paesi Bassi                                                                | Mundialito - 1º turno                                                      | -                                                                          |                                                                            |
| 6-1-1981                                                                   | Montevideo                                                                 | Paesi Bassi                                                                | 1 – 1                                                                      | Italia                                                                     | Mundialito - 1º turno                                                      | 1                                                                          |                                                                            |
| 22-2-1981                                                                  | Groninga                                                                   | Paesi Bassi                                                                | 3 – 0                                                                      | Cipro                                                                      | Qual. Mondiali 1982                                                        | -                                                                          |                                                                            |
| 25-3-1981                                                                  | Rotterdam                                                                  | Paesi Bassi                                                                | 1 – 0                                                                      | Francia                                                                    | Qual. Mondiali 1982                                                        | -                                                                          | 71’                                                                        |
| 9-9-1981                                                                   | Rotterdam                                                                  | Paesi Bassi                                                                | 2 – 2                                                                      | Irlanda                                                                    | Qual. Mondiali 1982                                                        | -                                                                          | 46’                                                                        |
| 18-11-1981                                                                 | Parigi                                                                     | Francia                                                                    | 2 – 0                                                                      | Paesi Bassi                                                                | Qual. Mondiali 1982                                                        | -                                                                          |                                                                            |
| 23-3-1982                                                                  | Glasgow                                                                    | Scozia                                                                     | 2 – 1                                                                      | Paesi Bassi                                                                | Amichevole                                                                 | -                                                                          |                                                                            |
| 25-5-1982                                                                  | Londra                                                                     | Inghilterra                                                                | 2 – 0                                                                      | Paesi Bassi                                                                | Amichevole                                                                 | -                                                                          | 63’                                                                        |
| Totale                                                                     |                                                                            | Presenze                                                                   | 31                                                                         |                                                                            | Reti                                                                       | 4                                                                          |                                                                            |

## Palmarès

### Club
- Campionato olandese: 1

AZ Alkmaar: 1980-1981
- Coppa dei Paesi Bassi: 3

AZ Alkmaar: 1977-1978, 1980-1981, 1981-1982
- Eerste Divisie: 1

N.E.C.: 1974-1975
- Hoofdklasse (Paesi Bassi): 1

De Treffers: 1989-1990